# Sunset Song
Pour plus de détails, voir Fiche technique et Distribution.
Sunset Song est un film britannique réalisé par Terence Davies, sorti le 4 décembre 2015 au Royaume-Uni et le 30 mars 2016 en France. Il s'agit de l'adaptation du roman du même nom publié en 1932 par Lewis Grassic Gibbon. Il est présenté en compétition au Festival international du film de Saint-Sébastien 2015.
Sunset Song, selon Magnolia Pictures, est l'épopée intime de Terence Davies sur l'espoir, la tragédie et l'amour à l'aube de la Grande Guerre.

## Synopsis
Au début du XXe siècle, la famille Guthrie vit dans sa ferme près d'Aberdeen sous la coupe autoritaire du père de famille. Après la mort de la mère, Chris et son frère Will voient les relations avec leur père s'aggraver.
On y voit la jeune héroïne qui suit sa vie, avec ses rêves brisés alors qu'elle était destinées à de grandes études, les obligations familiales, et sa volonté de conserver sa Terre.
L'endurance de Chris face aux difficultés de la vie rurale écossaise, avec les choix et les conflits que cela représente, entre le respects des traditions et la volonté de changement. Basée sur le roman de Lewis Grassic Gibbon écrit en 1932, l'histoire est racontée avec un réalisme poétique et courageux. Le film se déroule dans une communauté rurale peu de temps avant la Première Guerre mondiale.
Pour le réalisateur Terence Davies "Sunset Song n’est pas un roman bien ficelé : il se déroule au milieu de pauvres ouvriers agricoles écossais, dont les maisons sont dépourvues de tout confort, à l’exception du plus sommaire, et personne ne semble avoir mangé un seul repas depuis des années."

## Fiche technique
- Titre français : Sunset Song
- Réalisation : Terence Davies
- Scénario : Terence Davies d'après le roman de Lewis Grassic Gibbon
- Musique : Gast Waltzing
- Directeur de la Photographie : Michael McDonough
- Direction artistiques : Mags Horspool, Ken Turner et Diana van de Vossenberg
- Pays d'origine : Royaume-Uni
- Format : Couleurs - 35 mm - 2,35:1 - Dolby Digital
- Genre : drame
- Durée : 135 minutes
- Date de sortie :
  -  Canada : 13 septembre 2015 (Festival international du film de Toronto 2015)
  -  Espagne : 19 septembre 2015 (Festival international du film de Saint-Sébastien 2015)
  -  Royaume-Uni : 4 décembre 2015
  -  France : 30 mars 2016

## Distribution
- Agyness Deyn : Chris Guthrie
- Kevin Guthrie : Ewan Tavendale
- Peter Mullan : le père de Chris
- Jack Greenlees : Will Guthrie, le frère aîné de Chris
- Ian Pirie : Chae Strachan
- Douglas Rankine : Long Rob
- Trish Mullin : Mistress Melon
- Hugh Ross : inspecteur
- Niall Greig Fulton : John Brigson
- Jamie Michie : Monsieur Kinloch
- Jim Sweeney : prêtre
- Julian Nest : Peter Semple, le notaire

## Accueil critique
- Pour Pierre Murat du Télérama, « Terence Davies déteste les puissants, les riches, les militaires et les pasteurs, tous ces malfaisants qui ont gâché tant de vies, y compris la sienne. Ce sont les humbles qu'il affectionne, les miséreux qu'il célèbre avec obstination : tous les exclus du monde, les éternels migrants de la vie. Pas tellement les hommes, en fait, [...] Son affection va intégralement aux femmes [...] Pour les exalter toutes, il trouve des accents déchirants. Il invente, pour elles, des plans-séquences sublimes qui mêlent, en une harmonie mystérieuse, la beauté, l'épure et l'intensité. Et grâce à elles, il consent à oublier, un court instant, l'évidence qui parcourt pourtant toute son œuvre : « Seuls les fous aiment la vie » »[4].

- Pour Clémentine Gallot de Libération, « cette peinture au long cours du patriarcat écossais conforte le cinéaste septuagénaire [...] en avocat de la condition féminine, sans fatalisme victimaire. Pour que ce plaisir coupable l'emporte totalement, encore faut-il céder aux sirènes des grandes fresques historiques ravagées par les bourrasques et la cornemuse (c'est notre cas, par intermittence). Même si l'on peut goûter la chose - non sans s'interroger sur la pertinence de ce genre d'objet anachronique, figé dans l'éloge frémissant de la terre et confit de nostalgie »[5].
- Selon Le Nouvel-Obs "Le cinéaste peut compter ici sur Agyness Deyn, qui illumine de sa sensibilité et de sa beauté un film qui doit beaucoup à la splendeur des images captées tant en Ecosse qu’en Nouvelle-Zélande."
- Selon Première c'est une ode à la vie empreinte de pureté et de cruauté[6] et la somptueuse lumière de Michael McDonough, chef opérateur de Winter’s Bone ou des Poings contre les murs, rehausse la beauté des blés.

## Distinctions

### Nominations
- British Independent Film Awards 2015 : meilleur espoir pour Agyness Deyn

## Box-office
- France : 52 402 entrées[7]